# Lahošt
Lahošt är en ort i Tjeckien.   Den ligger i regionen Ústí nad Labem, i den nordvästra delen av landet, 70 km nordväst om huvudstaden Prag. Lahošt ligger 221 meter över havet och antalet invånare är 544.
Terrängen runt Lahošt är kuperad västerut, men österut är den platt.Runt Lahošt är det ganska tätbefolkat, med 65 invånare per kvadratkilometer. Närmaste större samhälle är Ústí nad Labem, 19,4 km öster om Lahošt. Omgivningarna runt Lahošt är en mosaik av jordbruksmark och naturlig växtlighet.